# Willy Berking
Willy Berking (Düsseldorf, Alemanha Ocidental, 22 de Junho de 1910 - Munique, Alemanha Ocidental, 21 de Maio de 1979) foi um compositor alemão e o maestro do Festival Eurovisão da Canção 1957.
| Precedido por Fernando Paggi | Maestro do Festival Eurovisão da Canção 1957 | Sucedido por Dolf van der Linden |